# Noisy-le-Grand
Noisy-le-Grand é uma comuna francesa na região administrativa da Ilha de França, no departamento de Seine-Saint-Denis. Estende-se por uma área de 12,95 km², com  62 529 habitantes, segundo os censos de 2007, com uma densidade de 4 828 hab/km².

## Geografia

### Transporte Públicos
A cidade de Noisy-le-Grand é servida por 2 linhas do RER (quatro estações com a vizinha Bry-sur-Marne) e doze linhas de ônibus RATP. No futuro, ela receberá uma linha de corredor de ônibus e uma linha tangencial.

#### RER A

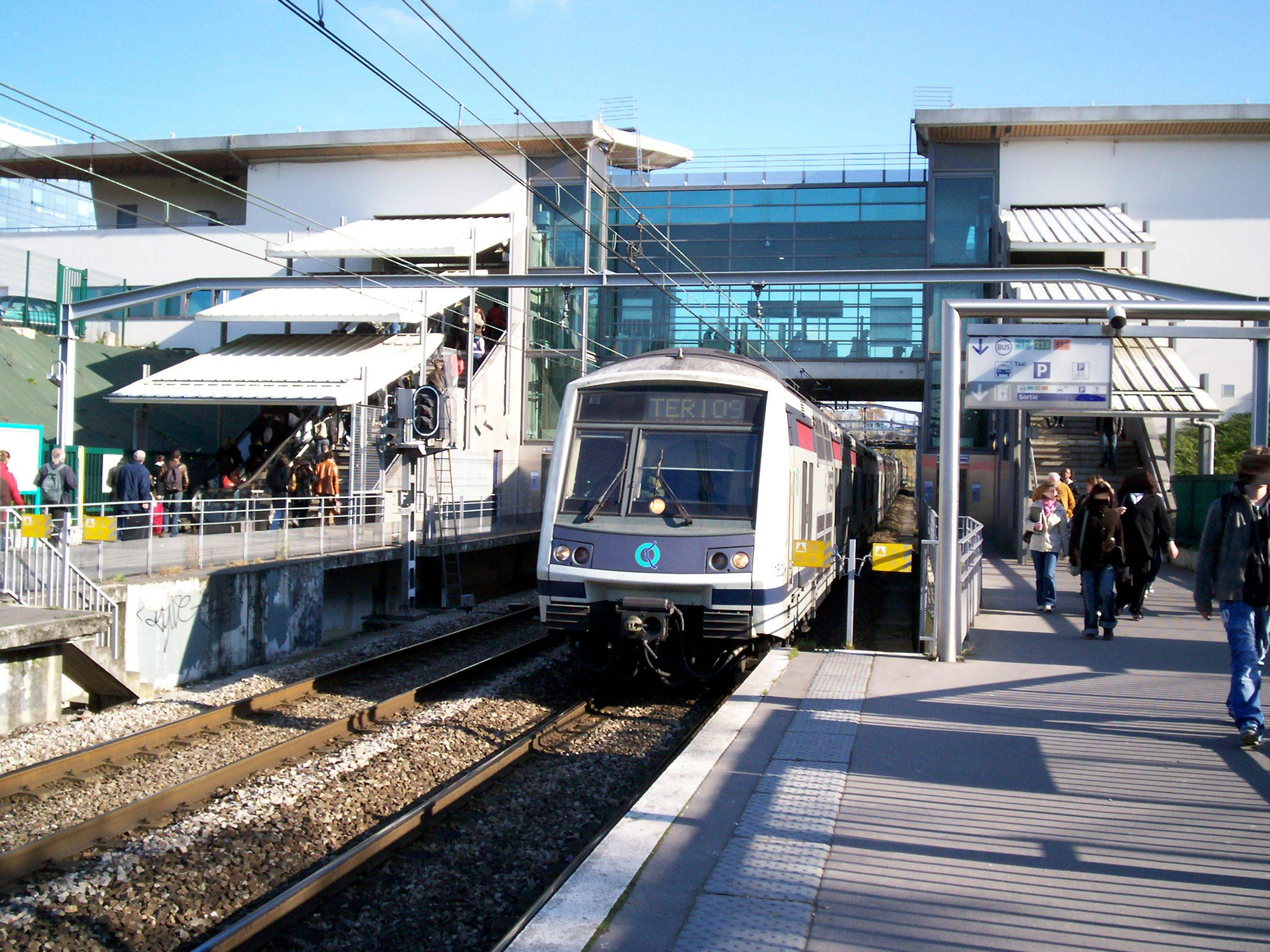
A estação RER de Noisy - Champs - Champy-Nesles.

A cidade de Noisy-le-Grand é servido por duas estações do RER A do ramal A4 - Marne-la-Vallée - Chessy:
- Noisy-le-Grand - Mont d'Est (servindo o bairro de negócios e centro comercial regional Les Arcades)
- Noisy-Champs - Champy-Nesles (abrangendo as comunas de Noisy-le-Grand, bairro de Champy e Champs-sur-Marne, bairro de Nesles), que serve o campus universitário e o centro comercial de Champy.

A Estação de Bry-sur-Marne não está em Noisy-le-Grand, mas dá acesso ao bairro de La Varenne no limite da cidade de Bry-sur-Marne.
O bairro de Les Épinettes, contando 152 habitações sociais perto da linha RER A, está localizado perto da Estação de Neuilly-Plaisance, tudo no entanto no território de Noisy-le-Grand.
A estação de Noisy-le-Grand - Mont d'Est foi um antigo terminal da RER A entre 1977 e 1980. Este último ano foi a extensão da linha RER para Torcy, no desenvolvimento da vila nova de Marne-la-Vallée.
O RER A em Noisy-le-Grand permite levar em 15 minutos para Paris (Estação Nation).

#### RER E
Desde 14 de Dezembro de 2003, a Linha E do RER serve a cidade de Noisy-le-Grand, no ramal E4 de Tournan-en-Brie, e dá acesso ao bairros de Les Yvris e Richardets, atendidos pela Estação de Les Yvris-Noisy-le-Grand.
O RER E permite levar em 20 minutos para Paris (Estação de Magenta).

#### As linhas de ônibus RATP
Ônibus RATP que servem a cidade de Noisy-le-Grand: 120, 206, 207, 212, 213, 220, 303, 306, 310, 312, 320ab, 520, Noctilien N34, N130.

#### A linha de metrô antiga
Noisy-le-Grand abriga também uma linha de metrô fantasma de sistema SK, construída pela RATP em 1990, inteiramente realizada, mas nunca aberta porque a área de escritórios que ela ligaria à estação de Mont d'Est nunca foi construída.

#### Projetos de Transportes Noisy-le-Grand
Estes projetos envolvem a estação Noisy-le-Grand - Mont d'Est, o que fará desta última um grande polo multimodal.

#### Nova estação rodoviária
Na pendência da chegada do Trans-Val-de-Marne, uma nova estação rodoviária foi aberta ao público em 28 de junho de 2013 acima das vias do RER A. Ela abriga mais de onze linhas de ônibus em vez de seis na atual estação rodoviária subterrânea. Ela irá também permitir que o Centro Comercial Les Arcades de se estender sobre o local da antiga estação rodoviária.

#### Trans-Val-de-Marne
Em poucos anos, a estação de Noisy-le-Grand - Mont d'Est será o terminal do TVM (Trans-Val-de-Marne). O TVM facilitará o acesso aos outros polos da região (Créteil, Rungis, Antony), contornando Paris.

#### Linha 11 Express do Tramway d'Île-de-France
O SDRIF também prevê a extensão do Tram Express Nord além de Noisy-le-Sec à Estação de Noisy-le-Grand - Mont d'Est em 2020-2030.

#### Grand Paris Express
No futuro, a cidade será servida por 3 linhas do Metrô de Paris, na futura estação de Noisy - Champs. O lançamento está previsto para 2025 para a linha 15 e 2030 para a linha 16.. Eventualmente, a linha 11 deverá ser estendida para Noisy-Champs, a extensão dessa linha ocorrendo em duas etapas: a primeira etapa efetua a expansão da linha de Mairie des Lilas a Rosny-Bois-Perrier prevista para 2022 e a segunda se refere à expansão de Rosny-Bois-Perrier a Noisy - Champs. Este último passo, no entanto, não está definido, devido às dificuldades financeiras que atendem à Société do GPE e nenhuma data está prevista.

### Enquadramento Geográfico
A cidade de Noisy-le-Grand situa-se na zona sul de Seine-Saint-Denis com uma densidade de 4 828 hab/km².
- a norte : Neuilly-Plaisance, Neuilly-sur-Marne, Gournay-sur-Marne
- a oeste : Bry-sur-Marne (pertencentes ao distrito de Val-de-Marne), Villiers-sur-Marne (pertencentes ao distrito de Val-de-Marne).
- a sul : Le Plessis-Trévise (pertencentes ao distrito de Val-de-Marne), Pontault-Combault (pertencentes ao distrito de Seine-et-Marne)
- a este : Champs-sur-Marne (pertencentes ao distrito de Seine-et-Marne), Émerainville (pertencentes ao distrito de Seine-et-Marne)

## Toponímia

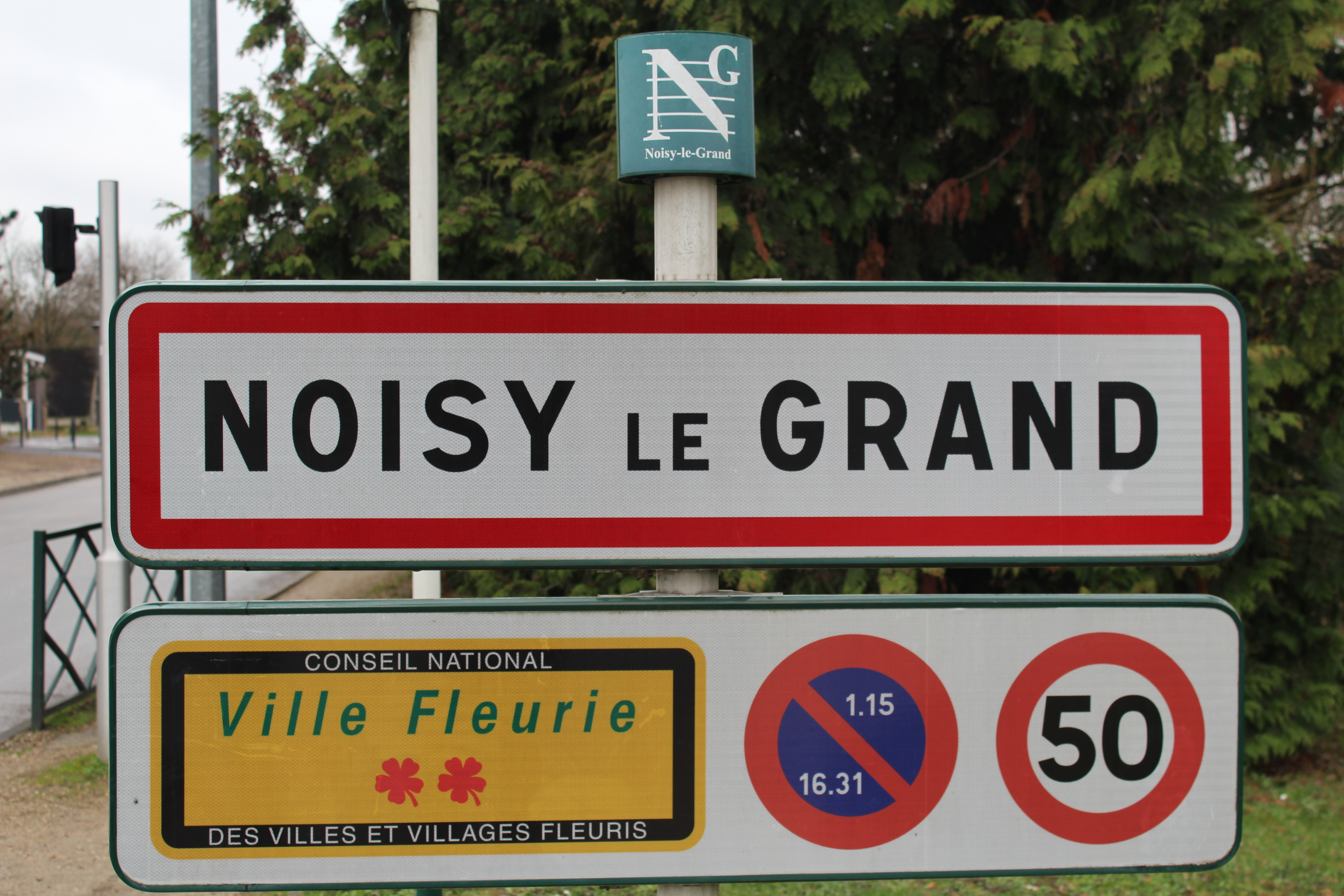
Sinal de entrada de Champs-sur-Marne.

Noisy-le-Grand é atestada na forma de Nucetum no final do século VI, Nociacum em 1089, Nucenum Magnum desde 1096, Nuseium em 1142, Nusiacum em 1150, Noisiacum-magnum.
Todas as Noisy possuem as formas antigas em -(i)-acum que têm mais evoluído para uma forma final -y nesta parte do território. O primeiro elemento representa talvez o nome de uma pessoa. Albert Dauzat propôs Nautius, seguido do sufixo de propriedade -acum para explicar Noizé. A etimologia tradicional para o baixo latim Nucetum, com base no latim nux / nucis "noz" associado ao sufixo -etum é possível. No entanto, as formas antigas de Noisy são em -acum e não em -etum. Além disso, a associação deste sufixo com a fruta em vez da árvore é singular, exceto na Córsega, onde Noceta remonta claramente a Nucetum. No entanto, as Noisy não se encontram em outros lugares, a não ser em Île-de-France. O nome de nogueira vem do baixo latim *nucarius e sua associação com o sufixo coletivo -etum deu origem a Norrey, Norrois, Noroy, Nourray, Nozay, Noizay, etc. Uma "noraie" ou uma "noizaie" seria logo uma plantação de nozes em francês. De qualquer forma, é difícil decidir por falta de formas suficientemente antigas.
O determinante complementar le-Grand parece motivado tanto pela extensão da comuna, quanto pelo fato que Noisy era uma residência real durante a Alta Idade Média.

## Demografia
| 1793 | 1800  | 1806  | 1821  | 1831  | 1836  | 1841  | 1846  | 1851  |
| ---- | ----- | ----- | ----- | ----- | ----- | ----- | ----- | ----- |
| 986  | 1 074 | 1 052 | 1 124 | 1 171 | 1 169 | 1 079 | 1 116 | 1 132 |

| 1856  | 1861  | 1866  | 1872  | 1876  | 1881  | 1886  | 1891  | 1896  |
| ----- | ----- | ----- | ----- | ----- | ----- | ----- | ----- | ----- |
| 1 063 | 1 258 | 1 341 | 1 248 | 1 334 | 1 394 | 1 875 | 1 799 | 1 771 |

| 1901  | 1906  | 1911  | 1921  | 1926  | 1931  | 1936  | 1946  | 1954   |
| ----- | ----- | ----- | ----- | ----- | ----- | ----- | ----- | ------ |
| 1 797 | 2 112 | 2 211 | 2 584 | 4 425 | 6 407 | 7 050 | 6 808 | 10 398 |

| 1962 | 1968   | 1975   | 1982   | 1990   | 1999   | 2007   | - | - |
| --- | ------ | ------ | ------ | ------ | ------ | ------ | - | - |
| 16 813 | 25 440 | 26 662 | 40 585 | 54 032 | 58 217 | 62 529 | - | - |
| Para os censos de 1962 a 2006 a população legal corresponde à popolução sem duplicidades, segundo define o INSEE. |        |        |        |        |        |        |   |   |